# Lista de navios lançados em 1942
A seguir está uma lista com os navios lançados ao mar no ano de 1942.
Janeiro
Fevereiro
Março
Abril
Maio
Junho
Julho
Agosto
Setembro
Outubro
Novembro
Dezembro
Data desconhecida
| Data              | Navio                | País        | Construtor                                             | Localização | Classe                | Notas |
| ----------------- | -------------------- | ----------- | ------------------------------------------------------ | ----------- | --------------------- | ----- |
| Data desconhecida | Boelke               | Alemanha    | Norderwerft Koser und Meyer                            | Hamburgo    | Karl Meyer            |       |
| Data desconhecida | SS Kembu Maru (1942) | Japão       | Taikoo Dockyard & Engineering Company of Hong Kong Ltd | Hong Kong   | Navio cargueiro       |       |
| Data desconhecida | MV Empire Chapman    | Reino Unido | Harland & Wolff Ltd                                    | Belfast     | Navio tanque          |       |
| Data desconhecida | Flandern             | Noruega     | Akers Mekaniske Verksted                               | Oslo        | Whaler                |       |
| Data desconhecida | Flemhude             | Alemanha    | Elsflether Werft AG                                    | Elsfleth    | Navio tanque costeiro |       |
| Data desconhecida | Grete                | Alemanha    | D W Kremer Sohn                                        | Elmshorn    | Navio tanque costeiro |       |
| Data desconhecida | Helgoland            | Noruega     | Akers Mekaniske Verksted                               | Oslo        | Whaler                |       |
| Data desconhecida | Marsteinen           | Noruega     | Sarpsborg Mekaniske Verksted                           | Sarpsborg   | Navio tanque costeiro |       |